# Gunnar Strømvad
Gunnar Halvor Strømvad, född 12 maj 1908 i Odense, död 6 december 1972 i Köpenhamn, var en dansk skådespelare.

## Roller i urval
- 1941 – Alla gå kring och förälska sig
- 1949 – Kampen mot orätten
- 1951 – Det sande ansigt
- 1962 – Den kära familjen
- 1965 – Slå först Freddie!
- 1966 – Huka dej, Fred – dom laddar om!
- 1968 – Olsen-banden
- 1969 – Klabautermannen
- 1970 – Huset på Christianshavn (TV-serie)
- 1971 – Ballade på Christianshavn
- 1971 – Olsen-banden i Jylland